# Mariene ecoregio Río de la Plata
De Mariene ecoregio Río de la Plata (182) (Engels: Rio de la Plata marine ecoregion) is een biogeografische regio en ligt in het zuidwesten van de Atlantische Oceaan in de Mariene provincie Warme Gematigde Zuidwestelijke Atlantische Oceaan (47) in het Marien rijk Gematigd Zuid-Amerika. De mariene ecoregio is vastgesteld door het World Wide Fund for Nature en The Nature Conservancy en is vernoemd naar de Río de la Plata.
In het oosten grenst het gebied aan de mariene ecoregio Uruguay-Buenos Aires Plat (183).

## Geografie
De mariene ecoregio ligt in het zuidwesten van de Atlantische Oceaan voor de zuidkust van Uruguay en een stuk noordoostkust van Argentinië. Het gebied strekt zich uit van de lijn van de Punta del Este in Uruguay tot aan de Punta Rasa bij San Clemente del Tuyú in Argentinië richting het westen en omvat het estuarium Río de la Plata: de monding van de rivieren de Paraná en de Uruguay. Het omvat de kust van de hoofdsteden Montevideo en Buenos Aires.
Door het gebied stromen de Braziliëstroom en de Falklandstroom.

## Biogeografie
Het gebied kent zeeleven dat houdt van gematigde temperaturen.